# Loudy Tourky
Loudy Tourky (Haifa, Israel, 7 de julio de 1979) es una clavadista o saltadora de trampolín australiana de origen árabe israelí especializada en plataforma de 10 metros, donde consiguió ser subcampeona mundial en 2005.

## Carrera deportiva
En el Campeonato Mundial de Natación de 2001 celebrado en Fukuoka (Japón) ganó la medalla de bronce en la plataforma de 10 metros, con una puntuación de 511 puntos, tras las chinas Xu Mian y Duan Qing; en el Campeonato Mundial de Natación de 2003 de Barcelona ganó la plata en los saltos sincronizados, siendo su pareja de saltos Lynda Dackiw, quedando en el podio tras las chinas y por delante de las rusas; y en el Campeonato Mundial de Natación de 2005 de Montreal ganó también la plata en los saltos individuales desde la plataforma de 10 metros.